# Frankenstein's Daughter
Frankenstein's Daughter es una película dramática de ciencia ficción y terror estadounidense en blanco y negro de 1958 realizada de forma independiente, producida por Marc Frederic y George Fowley, dirigida por Richard E. Cunha, protagonizada por John Ashley, Sandra Knight, Donald Murphy y Sally Todd. La película fue distribuida por Astor Pictures y se estrenó en cines como un largometraje doble con Missile to the Moon.
La película, ambientada en Estados Unidos a mediados del siglo XX, cuenta la historia de la creación del primer "monstruo de Frankenstein" femenino.

## Argumento
La adolescente Trudy Morton (Sandra Knight), que vive con su tío Carter Morgan (Felix Maurice Locher), tiene pesadillas en las que sueña que es un monstruo que corre por las calles de noche. Trudy cree que los sueños son reales. Su novio Johnny Bruder (John Ashley) no, ni sus amigos Suzie Lawler (Sally Todd) y Don (Harold Lloyd Jr.). Poco sabe Trudy, pero en realidad se convierte en un monstruo por la noche, gracias al desagradable asistente de laboratorio de Carter, Oliver Frank (Donald Murphy). Vive con ellos, trabaja en el laboratorio de la casa de Carter y ha estado enriqueciendo el ponche de frutas de Trudy con la fórmula que él y Carter están desarrollando. El objetivo de Carter es eliminar todas las enfermedades para que las personas puedan vivir para siempre; El objetivo de Oliver es algo muy diferente.
El proyecto de Carter se estanca y él irrumpe en Rockwell Labs en busca de Digenerol, el químico que necesita para sus experimentos. Él no sabe quién es Oliver en realidad o que, con la ayuda de Elsu el jardinero (Wolfe Barzell), Oliver está ensamblando en secreto lo que él llama un "ser perfecto", ya que Oliver Frank es en realidad Oliver Frankenstein, nieto del Dr. Frankenstein.
El teniente de policía Boyd (John Zaremba) y Det. Bill Dillon (Robert Dix) investiga un informe de una mujer asustada (Charlotte Portney) de que un monstruo femenino en traje de baño la atacó. La ven y disparan algunos tiros, pero fallan. Oliver la agarra y la arrastra a casa para que se recupere.
A la mañana siguiente, Carter le pregunta a Oliver si ha visto la historia del periódico sobre un "monstruo de Frankenstein" suelto. Oliver se burla de la historia, pero cuando Carter menosprecia a los Frankenstein, Oliver literalmente se pone de pie en su defensa. Boyd y Dillon reciben la visita del Sr. Rockwell (Voltaire Perkins) de Rockwell Labs. Rockwell dice que el Digenerol robado puede estar relacionado de alguna manera con el problema del monstruo.
De vuelta en el laboratorio de la casa, Elsu entra por error por una puerta secreta mientras Carter y Oliver están trabajando. Oliver lo ahuyenta en silencio y, para distraer a Carter, le tira la botella de Digenerol de la mano, derramando cada gota. Carter dice que ahora debe robar más Digenerol.
Suzie visita a Trudy, pero se pelean y, mientras Suzi se va, hace una cita con Oliver. La cita va mal, con Oliver intentando imponerse a Suzie. Como necesita un cerebro para su ser perfecto, atropella a Suzie con su auto y la mata. Oliver creará un ser femenino perfecto, algo que los Frankenstein nunca antes habían intentado. Cuando Elsu pregunta por qué, Oliver dice que "ahora somos conscientes de que la mente femenina está condicionada al mundo de un hombre. Por lo tanto, recibe órdenes, donde las otras no". Asombrada, Elsu exclama: "¡La hija de Frankenstein!". después de lo cual siempre se refieren a ella en femenino.
Mientras Oliver intenta reanimarla a "ella", llegan Boyd y Dillon. Mientras le dicen a Oliver que sospechan que Carter es el ladrón de Digenerol, "ella" (Harry Wilson) cobra vida, con horribles cicatrices y sin parecerse en lo más mínimo a la bonita y rubia Suzie. Después de que la policía se va, "ella" escapa y mata a un trabajador del almacén (Bill Coontz). Otro trabajador, Mack (George Barrows), llama a la policía.
En la casa, Trudy y Oliver están hablando cuando alguien llama a la puerta principal. Trudy responde. es el monstruo Trudy grita y se desmaya. Elsu la convence para que entre al laboratorio. Cuando llega Johnny y le cuenta lo sucedido, Oliver convence a Johnny de que Trudy tiene una imaginación hiperactiva.
Oliver quiere el laboratorio para él y decide matar a Carter. Pero cuando comienza a estrangularlo, Boyle y Dillon aparecen con más preguntas sobre el Digenerol. Oliver les dice que Carter lo robó; Carter les dice que Oliver trató de matarlo. Oliver los convence de que Carter tiene una enfermedad mental y arrestan a Carter. Oliver luego discute con Elsu, quien se niega a recibir más ayuda, y Oliver hace que "ella" mate a Elsu. Luego, Oliver les dice a Trudy y Johnny que Carter ha sido arrestado. Cuando Johnny se va a la estación de policía, Trudy se queda atrás. Oliver revela que su nombre en realidad es Frankenstein, no Frank, y le muestra su creación nuevamente. Trudy se desmaya una vez más, pero se despierta y va ella misma a la comisaría. Boyle les dice a ella ya Johnny que Carter ha muerto.
Boyle y Dillon regresan a la casa para interrogar más a Oliver. Cuando Boyle se va, Dillon se queda atrás para vigilar a Oliver. Dillon tropieza con "su" escondite en la casa y Oliver le ordena a "ella" que mate a Dillon.
Trudy y Johnny vuelven a casa y también encuentran el escondite del monstruo. Oliver le ordena a "ella" que los mate también. "Ella" y Johnny pelean en el laboratorio. Johnny le arroja un vial de ácido a "ella", pero golpea a Oliver en su lugar, derritiéndole la cara. Mientras Oliver cae gritando al suelo, el monstruo accidentalmente se "enciende" a sí mismo en un mechero Bunsen. Trudy y Johnny huyen cuando "ella" es consumida por las llamas.

## Reparto
- John Ashley como Johnny Bruder
- Sandra Knight como Trudy Morton
- Donald Murphy como Oliver Frank/Frankenstein
- Sally Todd como Suzie Lawler
- Harold Lloyd Jr. como Don
- Felix Maurice Locher como Carter Morton
- Wolfe Barzell como Elsu
- John Zaremba como el teniente de policía Boyd
- Robert Dix como detective de policía
- Harry Wilson como el monstruo
- Voltaire Perkins como el Sr.Rockwell
- Charlotte Portney como mujer asustada
- Bill Coontz como primera víctima - almacenista
- George Barrows como Mack

## Producción
Layton Films era una empresa fundada por Dick Cunha, un cineasta que acababa de dejar Screencraft Productions, y Mark Frederic, un inversor. En abril de 1958 se anunció que Layton haría 10 películas en poco más de 24 meses para su distribución por Astor Films, comenzando con Frankenstein's Daughter (al final solo se hicieron otras dos películas, Missile to the Moon y The Girl in Room 13).
Frankenstein's Daughter fue filmada durante solo seis días por aproximadamente $65,000 y vendida a Astor Pictures por $80,000.
Se filmó en Screencraft Studios en Hollywood, aunque la casa en la que se desarrolla gran parte de la acción era la casa del productor Marc Frederic. La producción de la película terminada en mayo de 1958.
John Ashley acababa de realizar una serie de películas para American International Pictures. Más tarde recordó: "AIP tenía un presupuesto bajo, cien mil dólares por película, pero al menos filmaron en escenarios de sonido y el tamaño del equipo era más grande. Frankenstein's Daughter realmente tocó fondo. Pero la gente fue muy amable, especialmente Duck Cunha, el director... pero fue rápido, un poco más bajo y sucio que AIP".
Ashley dijo más tarde que recordaba dos cosas de la película: "el monstruo, que era un hombre porque el maquillador no sabía que se suponía que era una mujer, y que filmamos el final en la finca de Harold Lloyd, porque Harold Lloyd Jr.. interpretó a un adolescente en él".
Aunque los créditos usan las palabras "y presentando" en referencia a Harold Lloyd Jr., su primer papel cinematográfico fue en realidad The Flaming Urge de 1953. Sally Todd fue Miss febrero de 1957 en la revista Playboy.
Paul Stanhope y Harry Thomas maquillaron a Frankenstein's Daughter.
Se puede encontrar información adicional de producción en el comentario de audio de Tom Weaver-David Schecter-Steve Kronenberg-Larry Blamire en el Blu-ray de edición especial 2021 "Frankenstein's Daughter" de Film Detective.

## Lanzamiento

### Título
El crítico de cine Bill Warren señala que Frankenstein's Daughter se tituló She Monster of the Night cuando estaba disponible en formato de 8 mm y que "puede haber sido retitulado 'La bruja salvaje de Frankenstein' para un teatro de Chicago". Aunque no nombra el teatro ni proporciona una razón para el cambio de título, escribe que otras películas también fueron retituladas cuando se proyectaron en Chicago aproximadamente al mismo tiempo. El crítico británico Phil Hardy también se refiere a la película como " Frankenstein's Daughter, también conocida como She Monster of the Night".

### Fecha de lanzamiento
La fecha de estreno específica de la película en Estados Unidos es algo confusa. El American Film Institute (AFI) simplemente afirma que se estrenó en noviembre de 1958, mientras que Internet Movie Database (IMDb) da una fecha más precisa del 15 de noviembre de 1958 para su estreno en la ciudad de Nueva York. Sin embargo, Warren escribe que la fecha de lanzamiento fue "15 de diciembre de 1958 (4 de marzo de 1960 en Los Ángeles)".
Frankenstein's Daughter se estrenó en cines en Canadá y Alemania Occidental en 1959, México en 1960 y Francia en 1962, así como en fechas no especificadas en Austria, Bélgica, Brasil, Luxemburgo, Países Bajos, Italia, España y el Reino Unido. La película fue distribuida teatralmente en Canadá por Astral Films; por Sunderfilm Zwicker en Alemania Occidental; y de Benelux Films en Bélgica, Países Bajos y Luxemburgo. En algún momento, se presentó en el Reino Unido como el primer largometraje de un cartel doble con The Giant Gila Monster. Frankenstein's Daughter recibió un certificado X de la Junta Británica de Censores de Cine(BBFC), restringiendo su visualización a adultos mayores de 16 años, mientras que The Giant Gila Monster obtuvo un certificado A, lo que significaba que la película se consideraba más adecuada para adultos que para niños.

### Fragmentos
Se ha hecho referencia a la película, se han utilizado fragmentos de ella o se ha mostrado en su totalidad en la televisión en numerosas ocasiones a lo largo de los años. Por ejemplo, se mencionó en el episodio "Reluctant Hero" de la comedia de situación My Secret Identity en febrero de 1990. Se usaron fragmentos de la película en el episodio "Frankenstein's Friends" de 100 Years of Horror en diciembre de 1996 y en el episodio Monster Madness de Cinemassacre "Dracula vs. Frankenstein" en octubre de 2010. La película completa se proyectó en Frightmare Theatre en mayo de 2017.
Frankenstein's Daughter también se ha incluido en al menos una serie de películas teatrales. En diciembre de 2011, se proyectó, junto con Lady Frankenstein, como parte de la serie de películas "Shock Theatre" de Michael W. Phillip, que se especializó en mostrar copias de 16 mm de "autocines de terror". La serie se presentó los viernes por la noche en el Wicker Park Arts Center en Chicago.
Frankenstein's Daughter ha estado disponible en los Estados Unidos para visualización individual en el hogar desde 2000, cuando Vintage Video la lanzó en VHS. Tanto Englewood Entertainment como Image Entertainment lo lanzaron en DVD. Synergy Entertainment distribuyó la película en todo el mundo en DVD a partir de 2008 y ha estado disponible en Francia en DVD de Bach Entertainment desde 2009; Está disponible en España en DVD de L'Atelier desde 2009 y en Alemania en DVD de Edel Media & Entertainment desde 2013. [13]

## Recepción

### Crítica
Las reseñas escritas en 1958 y 1959 parecen mostrar que a los críticos no les gustó Frankenstein's Daughter. Según Warren, la película fue "recibida por los pocos que la reseñaron con el desprecio que se merecía". Señala que "Los Angeles Examiner calificó la película de 'una chatarra deprimente'", mientras que el crítico "Paul V. Beckley del New York Herald Tribune consideró que era 'un poco mejor [que Missile to the Moon], aunque mucho más más confuso". El crítico de The New York Times, Howard Thompson, escribió que "no se sabe si [Frankenstein's Daughter o su coprotagonista] Missile to the Moon es la tontería más barata y aburrida. Ambas son películas de terror, siendo simplemente horribles y aburridas". La revista Gross en su "Review Digest" del número del 9 de febrero de 1959 le dio a la película una calificación de "regular" y registró una calificación de "pobre" del New York Daily News.
Los críticos de hoy en día generalmente piensan mal de la película. Hardy lo llama "una película de monstruos adolescentes decididamente de mala calidad... agobiada por las escenas habituales de fiestas de adolescentes" y que finalmente termina con una "conflagración de rutina cuando se alcanza el tiempo de ejecución requerido". También tomando nota de los segmentos de "fiesta adolescente" de la película, el crítico Robert Horton escribe que los números de canto y baile de la fiesta en la piscina les dan a los espectadores una "visión de película Z de Eisenhower America" y que " Frankenstein's Daughter combina primeros dispositivos de películas de rock (carril de los amantes, combo de club nocturno) con una historia de monstruos de la vieja escuela". Pero el Austin (Texas) ChronicleEl crítico de cine de Mike Emery tiene una perspectiva más favorable. Él dice que la película "no está mal para una noche de nostalgia y risas. Sin mencionar un recordatorio de una era en la que las 'características de criaturas' divertidas se producían por docenas".
A Warren no le gusta el maquillaje de monstruo que usa Harry Wilson y la confusión de género que resulta de un hombre que interpreta a la hija de Frankenstein. Él escribe que "nunca está claro si el monstruo es completamente femenino, ciertamente no parece una mujer, o si tiene el cuerpo de un hombre y la cabeza de una mujer... nunca sabemos si el monstruo es masculino, hembra, o una mezcla, o por qué eso haría alguna diferencia". Él culpa gran parte de esto al maquillaje del monstruo, escribiendo que "cuando supo en el último momento que se suponía que el monstruo era una mujer, [el maquillador Harry] Thomas se apresuró a garabatear lápiz labial en su boca y lo envió a la inmortalidad cinematográfica". En una entrevista, Cuhna culpó del maquillaje no a Harry Thomas, pero con un cronograma de filmación corto y un presupuesto bajo, le dijo al crítico Tom Weaver que "fue una situación en la que nos quedamos atrapados, nuevamente, sin dinero. No tuvimos tiempo de preparación, y Frankenstein's Daughter fue diseñada en el set en el primer día de rodaje... simplemente no teníamos suficiente dinero para crear un monstruo que representara a Sally Todd. Thomas le dijo a Weaver en una entrevista separada que "quería hacer que Sally Todd fuera el monstruo, pero los productores no lo hicieron ". creo que era lo suficientemente grande para luchar y parece amenazante".
El crítico Bryan Senn dice que "aunque hay mucho de lo que burlarse en este tacaño que cambia el género, la directora Cuhna y la directora de fotografía Meredith Nicholson al menos intentan invertir los procedimientos con cierto interés visual, utilizando sombras, profundidad de campo e incluso cambios de enfoque dentro de una toma para traer un personaje en relieve en un momento dramático". Sin embargo, esos intentos no parecen del todo exitosos. Hardy escribe que la "iluminación sombría de Nicholson, sin embargo, no puede disfrazar completamente los pocos decorados de estudio estrechos y los exteriores banales ... y por eso la imagen posee una sensación claustrofóbica y barata".
La actuación ha recibido críticas mixtas. Si bien Emery escribe que la película está "llena de actuaciones horribles e incluso peores números de baile de rock & roll", cuando se trata de un personaje principal, " el Dr. Frankenstein nunca fue más baboso que cuando fue interpretado por Donald Murphy". Describe a Oliver como "en parte científico loco, en parte imbécil de la Ivy League" y dice que es "uno de los personajes más lujuriosos y divertidos que lleva el nombre del legendario médico". Senn también es favorable a la actuación de Murphy, y escribe que "ofrece una interpretación abundante como el arrogante y brillante Oliver. Imbuye a su desdeñoso científico con un aire superior y una gran pasión". Por otro lado, "la interpretación sin tono del héroe John Ashley se suma a los problemas de la producción. Su expresión inexpresiva y su semblante inmóvil son tan rígidos que podrías encenderles una cerilla".
Diabolique escribió que Ashley "ofrece una sólida actuación de protagonista... no es un trabajo particularmente memorable, pero tiene los pies en la tierra y es realista, y sirve como un útil contrapeso a la naturaleza extrema de la historia".
El director dijo que la película fue su "mayor decepción ... debido a nuestro creador de monstruos; no puedo culpar a nadie por eso, simplemente no teníamos suficiente dinero para crear un monstruo que representara a Sally Todd".
Actualmente, la película tiene una calificación de 3.8/10 en Internet Movie Database, con 647 calificaciones, 36 reseñas de usuarios y 12 reseñas externas. En el sitio web del agregador de reseñas Rotten Tomatoes, no hay calificaciones de críticos profesionales y solo 14 reseñas de la audiencia general. El 20 por ciento de la audiencia dice que le gusta Frankenstein's Daughter y le da a la película una calificación promedio de 2.5/5, basada en 315 espectadores.

## Música
Page Cavanaugh y su trío interpretaron la canción "Special Date" en la pantalla durante la película y con Harold Lloyd Jr. como vocalista, una segunda canción, titulada "Daddy Bird". Este último fue lanzado en 1958 por Surf Records como la cara A de un sencillo de 45 rpm, con "Grind Me a Pound" en la cara B. Lloyd se acredita en el registro como Duke Lloyd. Un CD de música instrumental de las bandas sonoras de Missile to the Moon y Frankenstein's Daughter, titulado simplemente MIssile to the Moon/Frankenstein's Daughter, fue lanzado en octubre de 2012 por Monstrous Movie Music. El "maravilloso pero no anunciado compositor y orquestador," anotó cada película en 1958 por entre $9 000 y $10 000.